# 自動機械錶

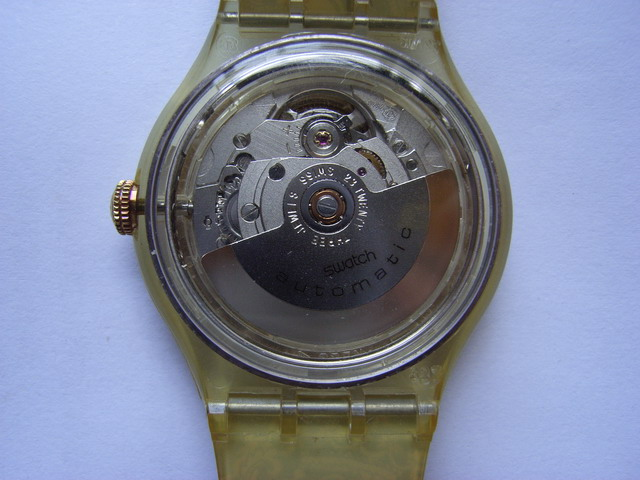
ETA SA 2840 自動機芯

自動機械錶是手動機械錶的一種，在錶裡加入了一個擺陀；當在配戴時，錶內的擺陀可因手腕的活動而旋轉，而達到上發條的效果。一般的自動機械錶仍保留手動上發條的功能，換言之仍可以轉動錶冠來上發條，只有一些較為便宜的自動機械機芯，例如精工的7S26、7S36才會省略此功能。ETA SA的27XX~28XX系列都可手動上链，而且由於手腕的活動會為手錶持續上發條，因此自動機械錶都有防止發條過緊的功能，以避免發條斷裂。但自動機械錶的出現，並沒有完全取代手動機械錶，只是現在自動機械錶的產品較手動機械錶為多。
近年來自動機械錶，有著不少的改良，例如精工推的Kinetic人動電能手錶，其原理仍是以手腕的活動導致擺陀旋轉而產生電力。

## 歷史
- 1770年，瑞士製錶大師伯特萊（Abraham-Louis Perrelet）發明自動機械錶，用於懷錶上，而後該設計更經寶璣（Abraham-Louis Breguet) 改良。

- 1923年，曼島的英國人夏活（John Harwood），發明自動機械手錶。

- 1930年，勞力士基於夏活的設計，改良出能360度旋轉的擺陀，原設計的擺陀只能以300度擺動。

- 1948年，綺年华製錶師（Heinrich Stamm）發明滾珠軸承擺陀,用於綺年華Eterna Matic腕錶上。這個裝置能大幅度的減少軸承壓力，使擺陀轉動更加穩定和平滑，提高機械表的精準度。

如今，越来越多的品牌推出了很多负载功能的自动机械錶，它们不仅走时精准、外观优美、功能繁多，而且大多数都采用了最新的科技成果。如新材料硅在表中的应用，如精工将石英技术与改进的机械技术相结合生产的Springdrive系列，如独立制錶人们将发条立体化从而产生更强有力的扭力。